# 米南加保三色旗
米南加保三色旗（直译：「旗帜」）是由黑色、红色和金色（或黄色）组成的垂直三色旗，代表米南加保的象征符号。这面旗帜的起源不明，自1347年米南加保建立帕加鲁永王国，已经正式采用这面旗帜。这面旗帜也被米南加保地区的其他王国采用，例如英德拉布拉王国。

## 起源
米南加保民族共同体（Asosiasi Minangkabau）何时使用黑色、红色和金色（或黄色）作为象征标志，其源由已经不可考证。米南加保三色旗在传统上，被用来象征他们祖先在米南加保高地建立的三大部族（Luhak Nan Tigo），以及米南加保人迁移到其他地方之前的起源地。 黑色象征五十部落（利马普鲁哥打和巴爷公务）、红色象征阿甘部落（ 阿甘、武吉丁宜、巴东帕里亚曼、帕里亚曼和巴东）和金色象征丹那达他部落（丹那达他和周围地区）。
除了代表氏族部落起源地，每种颜色还代表一个重要的文化价值观。 黑色象征永恒不朽或坚韧不拔的意志，红色象征勇气和经得起考验，以及金色象征高尚、辉煌和荣耀。在米南加保习俗中，这三种颜色也代表米南加保的三头同盟，他们每个人都有不同的角色，负责管理和建设米南加保人的生活，即：黑色象征领导群体的头目、红色象征知识渊博的智者和金色象征虔诚的宗教学者。

## 变体旗帜
米南加保部族联盟（Konfederasi Minangkabau）有两种基本的传统颜色：黑-红-金和黑-金-白-红。黑红金三色旗是米南加保文化、米南加保部族、帕加鲁永王国和米南加保史学中提到的前身王国旗帜。

### 米南加保族旗

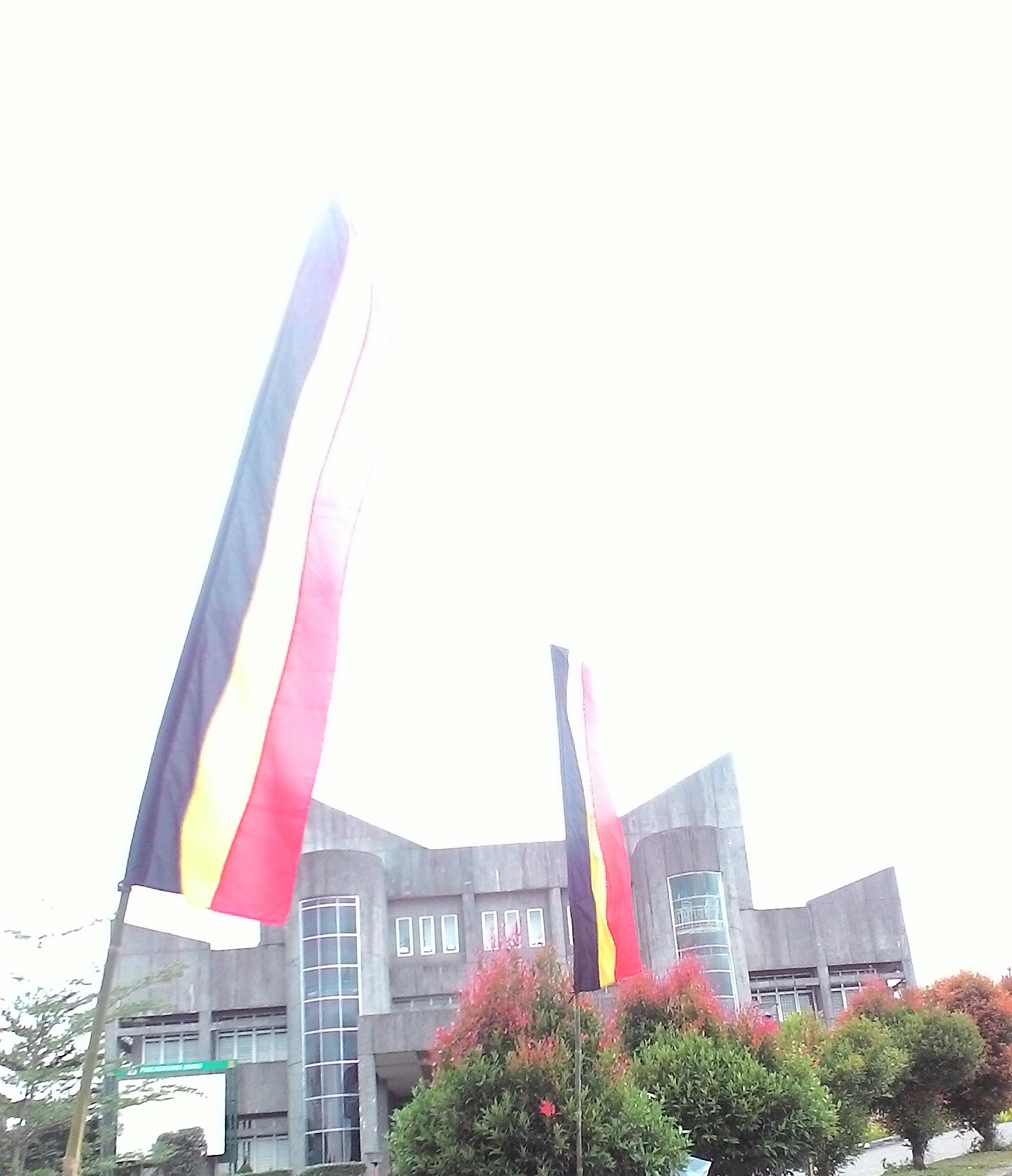
巴东安达拉斯大学展示的米南加保三色旗帜

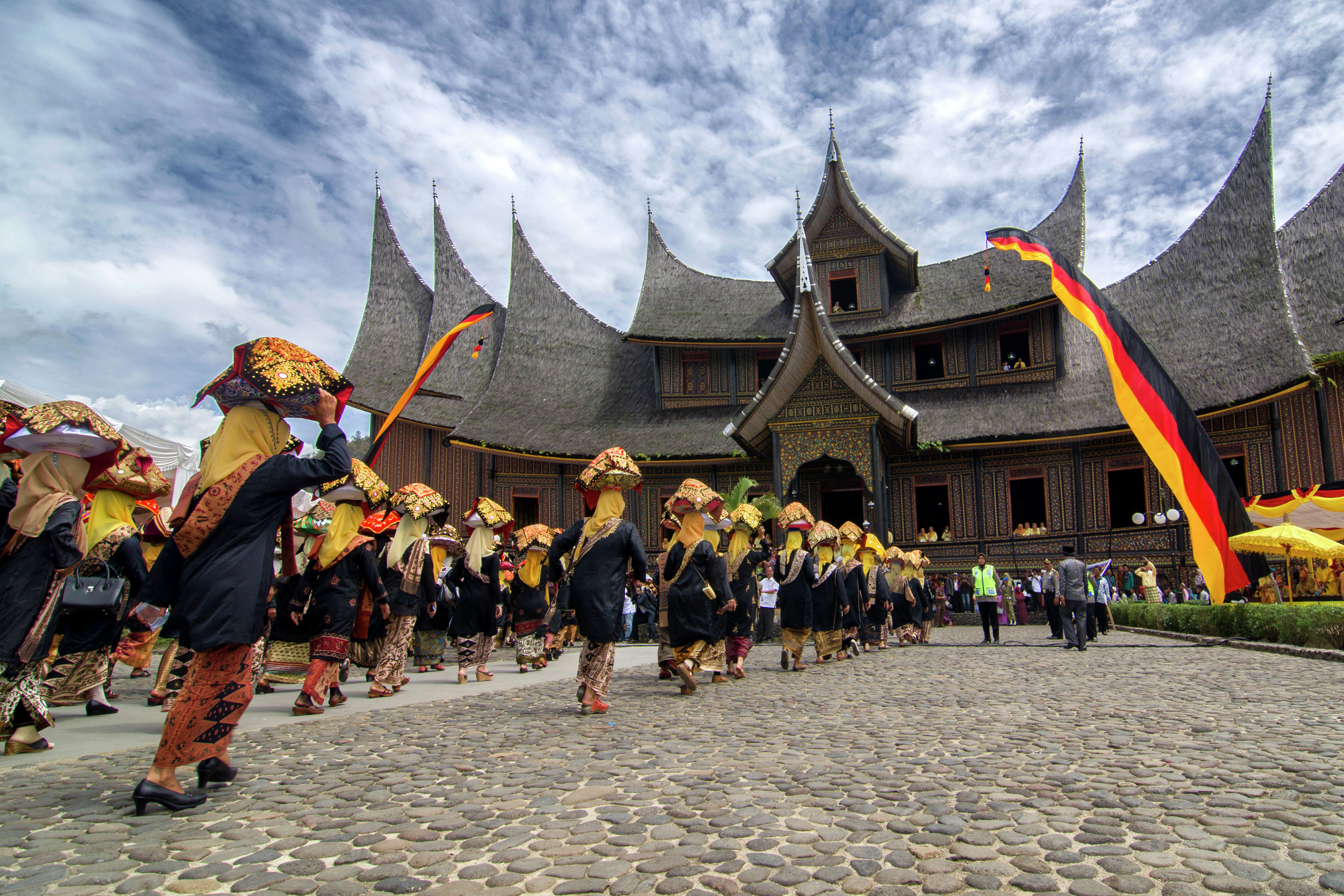
帕加鲁永宫展示的米南加保三色旗帜

米南加保族旗（Marawa Basa Alam Minangkabau）是由黑色、红色和金色组成的旗帜，颜色排列根据地区而有所不同。金-红-黑的颜色排列用于五十部落、黑-金-红的颜色排列用于阿甘部落和黑-红-金的颜色排列用于丹那达他部落。 这些旗帜颜色是米南加保的传统颜色，使用在传统屋装饰、祭坛和民俗活动，每个米南加保的官方传统仪式中都会使用。

### 米南加保民俗旗
米南加保民俗旗（Marawa Basa Adat Minangkabau）是黑-金-白-红色组成的四色幕，象征米南加保宗族的四位领袖（Urang Nan Ampek Jinih）。黑色代表头目（pangulu，彭古鲁）、金色代表仲裁部落习惯法的执法长老（曼特里）、白色代表负责宗教事务的祭司（老师）和红色代表守卫村庄的武士长（勇士）。 这面旗帜仅在相关的重要仪式使用，例如领袖宣誓就职的官方典礼。
除了四位领袖之外，米南加保传统习俗还有一个重要的职位，即是在传统屋负责教育下一代的主母，她是一位拥有头衔的母亲。

### 森美兰州旗

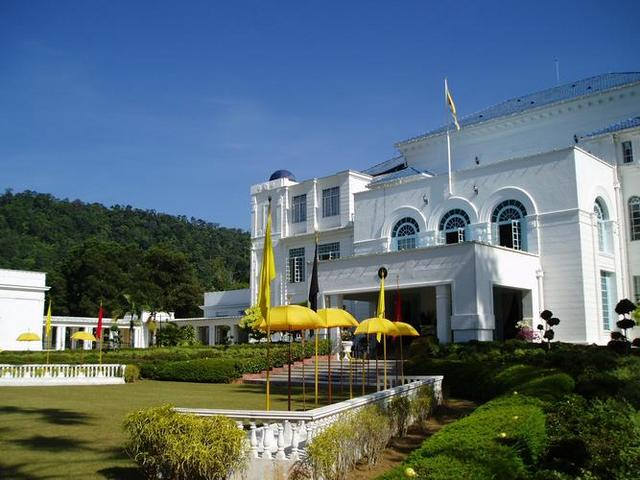
森美兰严端官邸神安池王宫的景观

森美兰州旗（Bendera Negeri Sembilan Darul Khusus）是由金色、红色和黑色构成的旗帜，以金色为基础底色，左上角为红-黑两个三角形构成一个长方形。这面旗帜于1895年启用，黑色象征森美兰四大酋长、红色象征人民和金色象征最高统治者。

## 引用来源

## 延伸阅读

### 论文
- Khairuzzaky. . Jurnal Titik Imaji. 2018, 1 (1)  [2022-12-12]. doi:10.30813/.v1i1.1090. （原始内容存档于2022-12-12）.
- Parsada, Janihari. . Jurnal Seni Tari. 2017, 8 (2)  [2022-12-12]. doi:10.24821/joged.v8i2.1891. （原始内容存档于2022-12-12）.
- Rahman, Abdul; Sami, Yasrul; Hafiz, A. . SERUPA : The Journal Of Art Education. 2017, 6 (1)  [2022-12-12]. （原始内容存档于2022-12-12）.